# Кочари (фильм)
«Кочари» (арм. Քոչարի) — короткометражный армянский фильм, снятый в 1983 году на киностудии «Арменфильм» совместно с «Мосфильм».

## Сюжет
Приезд героя в город из далекой деревни становится поводом для сбора старых друзей, которые, живя в одном городе, не встречаются годами.

## В ролях
- Каро -  Азат Шеренц, народный артист Армянской ССР
- Сакко - Леонард Саркисов[арм.], народный артист Республики Армения
- Саймон - А. Казарян
- Григор - Агасий Бадалян, заслуженный артист Армянской ССР
- Армен - Армен Хостикян, народный артист Армянской ССР
- Бывшие односельчане Каро - Б. Ордоян, Г. Арутюнян, Г. Симонян

## Съемочная группа
- Сценарист – Рамиз Фаталиев, народный артист Азербайджана
- Режиссёр-постановщик – Рафаэль Хостикян.
- Оператор-постановщик – Микаэл Варданов
- Художник-постановщик – Григор Торосян.
- Композитор - Мартин Вардазарян[арм.], народный артист Республики Армения
- Звукооператор – К. Курдиян
- Режиссёр - Л. неолит
- Художник по костюмам – М. Максапетян
- Ассистент режиссера – В. Бадасян
- Ассистент оператора – К. Айвазян
- Монтаж - С. Джоньян
- Редактор - В. Малыгин
- Директор - Аида Нуриджанян